# ムチュア・マドリード・オープン
ムチュア・マドリード・オープン（英: Mutua Madrid Open）は、スペインのマドリードで行われる男女共催のプロテニス・トーナメント。

## 歴史

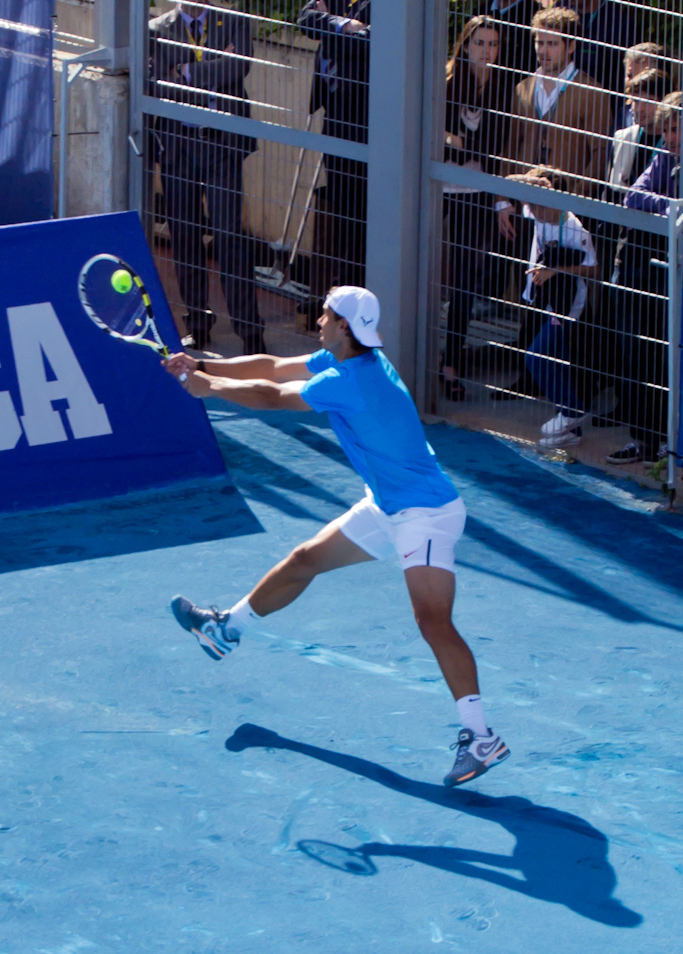
2012年大会でのナダル

1990年にスウェーデンのストックホルムで初開催された後、ドイツのエッセン、シュトゥットガルトを経て、2002年から現在地のマドリード・アリーナで開催されるようになった。2008年まで室内ハードコートを採用していたが、2009年には開催時期が5月中旬に変更され、全仏オープンの前哨戦として機能させるべく、サーフェスがアンツーカーを採用したクレーコートになった。また、この年に女子部門が追加され、WTAプレミアトーナメントとして、男子部門でいうATPマスターズ1000と同格に扱われる事になった。
2012年大会ではブルークレーコートが導入されたが、ノバク・ジョコビッチやラファエル・ナダルが滑りやすいと批判した。2013年からは通常のレッドクレーに戻っている。

## 歴代優勝者

### 男子シングルス
| 年                  | 優勝者                       | 準優勝者                         | スコア                  |
| ------------------- | ---------------------------- | -------------------------------- | ----------------------- |
| ストックホルム      |                              |                                  |                         |
| 1990                | ボリス・ベッカー             | ステファン・エドベリ             | 6-4, 6-0, 6-3           |
| 1991                | ボリス・ベッカー             | ステファン・エドベリ             | 3-6, 6-4, 1-6, 6-2, 6-2 |
| 1992                | ゴラン・イワニセビッチ       | ギー・フォルジェ                 | 7-6, 4-6, 7-6, 6-2      |
| 1993                | ミヒャエル・シュティヒ       | ゴラン・イワニセビッチ           | 4-6, 7-6, 7-6, 6-2      |
| 1994                | ボリス・ベッカー             | ゴラン・イワニセビッチ           | 4-6, 6-4, 6-3, 7-6      |
| エッセン            |                              |                                  |                         |
| 1995                | トーマス・ムスター           | マラビーヤ・ワシントン           | 7-6, 2-6, 6-3, 6-4      |
| シュトゥットガルト  |                              |                                  |                         |
| 1996                | ボリス・ベッカー             | ピート・サンプラス               | 3-6, 6-3, 3-6, 6-3, 6-4 |
| 1997                | ペトル・コルダ               | リカルト・クライチェク           | 7-6, 6-2, 6-4           |
| 1998                | リカルト・クライチェク       | エフゲニー・カフェルニコフ       | 6-4, 6-3, 6-3           |
| 1999                | トーマス・エンクビスト       | リカルト・クライチェク           | 6-1, 6-4, 5-7, 7-5      |
| 2000                | ウェイン・フェレイラ         | レイトン・ヒューイット           | 7-6, 3-6, 6-7, 7-6, 6-2 |
| 2001                | トミー・ハース               | マックス・ミルヌイ               | 6-2, 6-2, 6-2           |
| マドリード (ハード) |                              |                                  |                         |
| 2002                | アンドレ・アガシ             | イジー・ノバク                   | 不戦勝                  |
| 2003                | フアン・カルロス・フェレーロ | ニコラス・マスー                 | 6-3, 6-4, 6-3           |
| 2004                | マラト・サフィン             | ダビド・ナルバンディアン         | 6-2, 6-4, 6-3           |
| 2005                | ラファエル・ナダル           | イワン・リュビチッチ             | 3-6, 2-6, 6-3, 6-4, 7-6 |
| 2006                | ロジャー・フェデラー         | フェルナンド・ゴンサレス         | 7-5, 6-1, 6-0           |
| 2007                | ダビド・ナルバンディアン     | ロジャー・フェデラー             | 1-6, 6-3, 6-3           |
| 2008                | アンディ・マリー             | ジル・シモン                     | 6-4, 7-6                |
| マドリード (クレー) |                              |                                  |                         |
| 2009                | ロジャー・フェデラー         | ラファエル・ナダル               | 6-4, 6-4                |
| 2010                | ラファエル・ナダル           | ロジャー・フェデラー             | 6-4, 7-6(7-5)           |
| 2011                | ノバク・ジョコビッチ         | ラファエル・ナダル               | 7-5, 6-4                |
| 2012                | ロジャー・フェデラー         | トマーシュ・ベルディハ           | 3-6, 7-5, 7-5           |
| 2013                | ラファエル・ナダル           | スタニスラス・ワウリンカ         | 6-2, 6-4                |
| 2014                | ラファエル・ナダル           | 錦織圭                           | 2-6, 6-4, 3-0 途中棄権  |
| 2015                | アンディ・マリー             | ラファエル・ナダル               | 6-3, 6-2                |
| 2016                | ノバク・ジョコビッチ         | アンディ・マリー                 | 6-2, 3-6, 6-3           |
| 2017                | ラファエル・ナダル           | ドミニク・ティーム               | 7-6(10-8), 6-4          |
| 2018                | アレクサンダー・ズベレフ     | ドミニク・ティーム               | 6-4, 6-4                |
| 2019                | ノバク・ジョコビッチ         | ステファノス・チチパス           | 6-3, 6-4                |
| 2020                | 大会開催なし                 | 大会開催なし                     | 大会開催なし            |
| 2021                | アレクサンダー・ズベレフ     | マッテオ・ベレッティーニ         | 6-7(8-10), 6-4, 6-3     |
| 2022                | カルロス・アルカラス         | アレクサンダー・ズベレフ         | 6-3, 6-1                |
| 2023                | カルロス・アルカラス         | ヤン＝レナルト・シュトルフ       | 6-4, 3-6, 6-3           |
| 2024                | アンドレイ・ルブレフ         | フェリックス・オジェ＝アリアシム | 4-6, 7-5, 7-5           |
| 2025                | キャスパー・ルード           | ジャック・ドレイパー             | 7-5, 3-6, 6-4           |

### 男子ダブルス
| 年                  | 優勝者                                                | 準優勝者                                              | スコア                |
| ------------------- | ----------------------------------------------------- | ----------------------------------------------------- | --------------------- |
| ストックホルム      |                                                       |                                                       |                       |
| 1990                | ギー・フォルジェ ヤコブ・ラセク                       | ジョン・フィッツジェラルド アンダース・ヤリード       | 6-4, 6-2              |
| 1991                | ジョン・フィッツジェラルド アンダース・ヤリード       | シリル・スーク トム・ニーセン                         | 7-5, 6-2              |
| 1992                | マーク・ウッドフォード トッド・ウッドブリッジ         | スティーブ・デブライズ デビッド・マクファーソン       | 6-3, 6-4              |
| 1993                | マーク・ウッドフォード トッド・ウッドブリッジ         | ゲーリー・ミュラー ダニー・ヴィッサー                 | 6-1, 3-6, 6-2         |
| 1994                | マーク・ウッドフォード トッド・ウッドブリッジ         | ヨナス・ビョルクマン ヤン・アペル                     | 6-3, 6-4              |
| エッセン            |                                                       |                                                       |                       |
| 1995                | ヤッコ・エルティン ポール・ハーフース                 | シリル・スーク ダニエル・バチェク                     | 7-5, 6-4              |
| シュトゥットガルト  |                                                       |                                                       |                       |
| 1996                | セバスチャン・ラルー アレックス・オブライエン         | ヤッコ・エルティン ポール・ハーフース                 | 3-6, 6-4, 6-3         |
| 1997                | マーク・ウッドフォード トッド・ウッドブリッジ         | リック・リーチ ジョナサン・スターク                   | 6-3, 6-3              |
| 1998                | セバスチャン・ラルー アレックス・オブライエン         | マヘシュ・ブパシ リーンダー・パエス                   | 6-3, 3-6, 7-5         |
| 1999                | ヨナス・ビョルクマン バイロン・ブラック               | デビッド・アダムズ ジョン・ラフニー・デ・ヤーガー     | 6-7, 7-6, 6-0         |
| 2000                | イジー・ノバク デビッド・リクル                       | ドナルド・ジョンソン ピート・ノーバル                 | 3-6, 6-3, 6-4         |
| 2001                | サンドン・ストール マックス・ミルヌイ                 | エリス・フェレイラ ジェフ・タランゴ                   | 7-6, 7-6              |
| マドリード (ハード) |                                                       |                                                       |                       |
| 2002                | ダニエル・ネスター マーク・ノールズ                   | マヘシュ・ブパシ マックス・ミルヌイ                   | 6-3, 7-5, 6-0         |
| 2003                | マヘシュ・ブパシ マックス・ミルヌイ                   | ウェイン・ブラック ケビン・ウリエット                 | 6-2, 2-6, 6-3         |
| 2004                | ダニエル・ネスター マーク・ノールズ                   | ボブ・ブライアン マイク・ブライアン                   | 6-3, 6-4              |
| 2005                | ダニエル・ネスター マーク・ノールズ                   | リーンダー・パエス ネナド・ジモニッチ                 | 3-6, 6-3, 6-2         |
| 2006                | ボブ・ブライアン マイク・ブライアン                   | ダニエル・ネスター マーク・ノールズ                   | 7-5, 6-4              |
| 2007                | ボブ・ブライアン マイク・ブライアン                   | マリウシュ・フィルステンベルク マルチン・マトコフスキ | 6-3, 7-6              |
| 2008                | マリウシュ・フィルステンベルク マルチン・マトコフスキ | マーク・ノールズ マヘシュ・ブパシ                     | 6-4, 6-2              |
| マドリード (クレー) |                                                       |                                                       |                       |
| 2009                | ダニエル・ネスター ネナド・ジモニッチ                 | シーモン・アスペリン ウェスリー・ムーディ             | 6-4, 6-4              |
| 2010                | ボブ・ブライアン マイク・ブライアン                   | ダニエル・ネスター ネナド・ジモニッチ                 | 6-3, 6-4              |
| 2011                | ボブ・ブライアン マイク・ブライアン                   | ミカエル・ロドラ ネナド・ジモニッチ                   | 6-3, 6-3              |
| 2012                | マリウシュ・フィルステンベルク マルチン・マトコフスキ | ロベルト・リンドステット ホリア・テカウ               | 6-3, 6-4              |
| 2013                | ボブ・ブライアン マイク・ブライアン                   | アレクサンダー・ペヤ ブルーノ・ソアレス               | 6-2, 6-3              |
| 2014                | ダニエル・ネスター ネナド・ジモニッチ                 | ボブ・ブライアン マイク・ブライアン                   | 6-4, 6-2              |
| 2015                | ロハン・ボパンナ フロリン・メルジェ                   | マルチン・マトコフスキ ネナド・ジモニッチ             | 6-2, 6-7(5-7), [11-9] |
| 2016                | ジャン＝ジュリアン・ロジェ ホリア・テカウ             | ロハン・ボパンナ フロリン・メルジェ                   | 6-4, 7-6(7-5)         |
| 2017                | ルカシュ・クボット マルセロ・メロ                     | ニコラ・マユ エドゥアール・ロジェ＝バセラン           | 7-5, 6-3              |
| 2018                | ニコラ・メクティッチ アレクサンダー・ペヤ             | ボブ・ブライアン マイク・ブライアン                   | 5-3 途中棄権          |
| 2019                | ジャン＝ジュリアン・ロジェ ホリア・テカウ             | ディエゴ・シュワルツマン ドミニク・ティーム           | 6-2, 6-3              |
| 2020                | 大会開催なし                                          | 大会開催なし                                          | 大会開催なし          |
| 2021                | マルセル・グラノリェルス オラシオ・セバジョス         | ニコラ・メクティッチ マテ・パビッチ                   | 1-6, 6-3, [10-8]      |
| 2022                | ウェスリー・クールホフ ニール・スクプスキ             | フアン・セバスティアン・カバル ロベルト・ファラ       | 6-7(4-7), 6-4, [10-5] |
| 2023                | カレン・ハチャノフ アンドレイ・ルブレフ               | ロハン・ボパンナ マシュー・エブデン                   | 6-3, 3-6, [10-3]      |
| 2024                | セバスティアン・コルダ ジョーダン・トンプソン         | アリエル・ビハル アダム・パブラセク                   | 6-3, 7-6(9-7)         |

### 女子シングルス
| 年         | 優勝者                 | 準優勝者                     | スコア              |
| ---------- | ---------------------- | ---------------------------- | ------------------- |
| マドリード |                        |                              |                     |
| 2009       | ディナラ・サフィナ     | キャロライン・ウォズニアッキ | 6-2, 6-4            |
| 2010       | アラバン・レザイ       | ビーナス・ウィリアムズ       | 6-2, 7-5            |
| 2011       | ペトラ・クビトバ       | ビクトリア・アザレンカ       | 7-6 (7-3), 6-4      |
| 2012       | セリーナ・ウィリアムズ | ビクトリア・アザレンカ       | 6-1, 6-3            |
| 2013       | セリーナ・ウィリアムズ | マリア・シャラポワ           | 6-1, 6-4            |
| 2014       | マリア・シャラポワ     | シモナ・ハレプ               | 1-6, 6-2, 6-3       |
| 2015       | ペトラ・クビトバ       | スベトラーナ・クズネツォワ   | 6-1, 6-2            |
| 2016       | シモナ・ハレプ         | ドミニカ・チブルコバ         | 6-2, 6-4            |
| 2017       | シモナ・ハレプ         | クリスティナ・ムラデノビッチ | 7-5, 6-7(5-7), 6-2  |
| 2018       | ペトラ・クビトバ       | キキ・ベルテンス             | 7-6 (8-6), 4-6, 6-3 |
| 2019       | キキ・ベルテンス       | シモナ・ハレプ               | 6-4, 6-4            |
| 2020       | 大会開催なし           | 大会開催なし                 | 大会開催なし        |
| 2021       | アリーナ・サバレンカ   | アシュリー・バーティ         | 6-0, 3-6, 6-4       |
| 2022       | オンス・ジャバー       | ジェシカ・ペグラ             | 7-5, 0-6, 6-2       |
| 2023       | アリーナ・サバレンカ   | イガ・シフィオンテク         | 6-3, 3-6, 6-3       |
| 2024       | イガ・シフィオンテク   | アリーナ・サバレンカ         | 7-5, 4-6, 7-6(9-7)  |
| 2025       | アリーナ・サバレンカ   | コリ・ガウフ                 | 6-3, 7-6(7-3)       |

### 女子ダブルス
| 年         | 優勝者                                                | 準優勝者                                        | スコア                |
| ---------- | ----------------------------------------------------- | ----------------------------------------------- | --------------------- |
| マドリード |                                                       |                                                 |                       |
| 2009       | リーゼル・フーバー カーラ・ブラック                   | リサ・レイモンド クベタ・ペシュケ               | 4-6, 6-3, [10-6]      |
| 2010       | セリーナ・ウィリアムズ ビーナス・ウィリアムズ         | ヒセラ・ドゥルコ フラビア・ペンネッタ           | 6-2, 7-5              |
| 2011       | ビクトリア・アザレンカ マリア・キリレンコ             | クベタ・ペシュケ カタリナ・スレボトニク         | 6-4, 6-3              |
| 2012       | サラ・エラニ ロベルタ・ビンチ                         | エカテリーナ・マカロワ エレーナ・ベスニナ       | 6-1, 3-6, [10-4]      |
| 2013       | アナスタシア・パブリュチェンコワ ルーシー・サファロバ | カーラ・ブラック マリーナ・エラコビッチ         | 6-2, 6-4              |
| 2014       | サラ・エラニ ロベルタ・ビンチ                         | ガルビネ・ムグルサ カルラ・スアレス・ナバロ     | 6-4, 6-3              |
| 2015       | ケーシー・デラクア ヤロスラワ・シュウェドワ           | ガルビネ・ムグルサ カルラ・スアレス・ナバロ     | 6-3, 6-7(4-7), [10-5] |
| 2016       | キャロリン・ガルシア クリスティナ・ムラデノビッチ     | マルチナ・ヒンギス サニア・ミルザ               | 6-4, 6-4              |
| 2017       | 詹詠然 マルチナ・ヒンギス                             | ティメア・バボシュ アンドレア・フラバーチコバ   | 6-4, 6-3              |
| 2018       | エカテリーナ・マカロワ エレーナ・ベスニナ             | ティメア・バボシュ クリスティナ・ムラデノビッチ | 2-6, 6-4, [10-8]      |
| 2019       | 謝淑薇 バルボラ・ストリコバ                           | ガブリエラ・ダブロウスキー 徐一璠               | 6-3, 6-1              |
| 2020       | 大会開催なし                                          | 大会開催なし                                    | 大会開催なし          |
| 2021       | バルボラ・クレイチコバ カテリナ・シニャコバ           | ガブリエラ・ダブロウスキー デミ・スゥース       | 6-4, 6-3              |
| 2022       | ガブリエラ・ダブロウスキー ジュリアーナ・オルモス     | デシラエ・クラウチェク デミ・スゥース           | 7-6(7-1), 5-7, [10-7] |
| 2023       | ビクトリア・アザレンカ ベアトリス・ハダッド・マイア   | コリ・ガウフ ジェシカ・ペグラ                   | 6-1, 6-4              |
| 2024       | クリスティーナ・ブクサ サラ・ソリベス・トルモ         | バルボラ・クレイチコバ ラウラ・シグムント       | 6-0, 6-2              |

## 記録

### 男子シングルス
- 最多優勝: 5
  -  ラファエル・ナダル (2005, 2010, 2013-14, 2017)
- 最多決勝進出: 8
  -  ラファエル・ナダル (2005, 2009-11, 2013-15, 2017)
- 連覇記録: 2
  -  ボリス・ベッカー (1990-91)
  -  ラファエル・ナダル (2013-14)
  -  カルロス・アルカラス (2022-23)
- 連続決勝進出: 3
  -  ゴラン・イワニセビッチ (1992-94)
  -  ラファエル・ナダル (2009-11, 2013-15)

### 男子ダブルス
- 最多優勝: 5
  -  ボブ・ブライアン &  マイク・ブライアン (2006, 2007, 2010, 2011, 2013)
  -  ダニエル・ネスター (2002, 2004, 2005, 2009, 2014)
- 連覇記録: 3
  -  トッド・ウッドブリッジ &  マーク・ウッドフォード (1992-94)

### 女子シングルス
- 最多優勝: 3
  -  ペトラ・クビトバ (2011, 2015, 2018)

- 最多決勝進出: 4
  -  シモナ・ハレプ (2014, 2016-17, 2019)

### 女子ダブルス
- 最多優勝: 2
  -  サラ・エラニ &  ロベルタ・ビンチ (2012, 2014)